# Ulf Dahlén
Ulf Reinhold Dahlén (ur. 12 stycznia 1967 w Östersund) – szwedzki hokeista, reprezentant Szwecji. Trener hokejowy.

## Kariera zawodnicza
- Östersunds IK (1983–1985)
- IF Björklöven (1985–1987)
- New York Rangers (1987–1990)
- Minnesota North Stars/Dallas Stars (1990–1994)
- San Jose Sharks (1994–1997)
- Chicago Blackhawks (1997)
- HV71 (1997–1999)
- Washington Capitals (1999–2002)
- Dallas Stars (2002–2003)

W latach 1987–2003 występował w lidze NHL na pozycji prawoskrzydłowego. Wybrany z numerem 7 w pierwszej rundzie draftu NHL w 1985 roku przez New York Rangers. Grał w drużynach: New York Rangers, Minnesota North Stars, Dallas Stars, San Jose Sharks, Chicago Blackhawks oraz Washington Capitals.
W sezonach zasadniczych NHL rozegrał łącznie 966 spotkań, w których strzelił 301 bramek oraz zaliczył 354 asysty. W klasyfikacji ogólnej zdobył więc razem 655 punktów. 230 minut spędził na ławce kar. W play-offach NHL brał udział 10-krotnie. Rozegrał w nich łącznie 85 spotkań, w których strzelił 15 bramek oraz zaliczył 25 asyst, co w klasyfikacji daje razem – 40 punktów. 12 minut spędził na ławce kar.

## Kariera trenerska
W latach 2003–2004 asystent selekcjonera reprezentanci Szwecji. W latach 2006–2008 skaut i asystent w Dallas Stars, następnie 2008-2010 I trener w Frölunda HC, a od 2011 szkoleniowiec HV71.

## Osiągnięcia
Indywidualne
- Mistrzostwa Europy juniorów do lat 18 w hokeju na lodzie 1985:
  - Najlepszy napastnik turnieju[1]
  - Skład gwiazd turnieju
- Guldpucken: 1998

## Statystyki - sezony zasadnicze NHL
| Sezon        | Drużyna               | Liczba meczów | Gole | Asysty | Punkty | Kary w min. |
| ------------ | --------------------- | ------------- | ---- | ------ | ------ | ----------- |
| 1987–1988    | New York Rangers      | 70            | 29   | 23     | 52     | 26          |
| 1988–1989    | New York Rangers      | 56            | 24   | 19     | 43     | 50          |
| 1989–1990    | New York Rangers      | 63            | 18   | 18     | 36     | 30          |
| 1989–1990    | Minnesota North Stars | 13            | 2    | 4      | 6      | 0           |
| 1990–1991    | Minnesota North Stars | 66            | 21   | 18     | 39     | 6           |
| 1991–1992    | Minnesota North Stars | 79            | 36   | 30     | 66     | 10          |
| 1992–1993    | Minnesota North Stars | 83            | 35   | 39     | 74     | 6           |
| 1993–1994    | Dallas Stars          | 65            | 19   | 38     | 57     | 10          |
| 1993–1994    | San Jose Sharks       | 13            | 6    | 6      | 12     | 0           |
| 1994–1995    | San Jose Sharks       | 46            | 11   | 23     | 34     | 11          |
| 1995–1996    | San Jose Sharks       | 59            | 16   | 12     | 28     | 27          |
| 1996–1997    | San Jose Sharks       | 43            | 8    | 11     | 19     | 8           |
| 1996–1997    | Chicago Blackhawks    | 30            | 6    | 8      | 14     | 10          |
| 1999–2000    | Washington Capitals   | 75            | 15   | 23     | 38     | 8           |
| 2000–2001    | Washington Capitals   | 73            | 15   | 33     | 48     | 6           |
| 2001–2002    | Washington Capitals   | 69            | 23   | 29     | 52     | 8           |
| 2002–2003    | Dallas Stars          | 63            | 17   | 20     | 37     | 14          |
| Podsumowanie |                       | 966           | 301  | 354    | 655    | 230         |

## Statystyki - playoffs NHL
| Sezon        | Drużyna               | Liczba meczów | Gole | Asysty | Punkty | Kary w min. |
| ------------ | --------------------- | ------------- | ---- | ------ | ------ | ----------- |
| 1988–1989    | New York Rangers      | 4             | 0    | 0      | 0      | 0           |
| 1989–1990    | Minnesota North Stars | 7             | 1    | 4      | 5      | 2           |
| 1990–1991    | Minnesota North Stars | 15            | 2    | 6      | 8      | 4           |
| 1991–1992    | Minnesota North Stars | 7             | 0    | 3      | 3      | 2           |
| 1993–1994    | San Jose Sharks       | 14            | 6    | 2      | 8      | 0           |
| 1994–1995    | San Jose Sharks       | 11            | 5    | 4      | 9      | 0\|         |
| 1996–1997    | Chicago Blackhawks    | 5             | 0    | 1      | 1      | 0           |
| 1999–2000    | Washington Capitals   | 5             | 0    | 1      | 1      | 2           |
| 2000–2001    | Washington Capitals   | 6             | 0    | 1      | 1      | 2           |
| 2002–2003    | Dallas Stars          | 11            | 1    | 3      | 4      | 0           |
| Podsumowanie |                       | 85            | 15   | 25     | 40     | 12          |